# Sveta Grigorjeva
Sveta Grigorjeva (* 16. Januar 1988 in Tallinn) ist eine estnische Dichterin, Choreografin und Tänzerin.

## Leben und Werk
Sveta Grigorjeva wuchs im Tallinner Stadtteil Lasnamäe auf, wo die Bevölkerung mehrheitlich russischsprachig ist. Sie machte 2007 Abitur in Tallinn und studierte danach an der Universität Tallinn Choreografie. Zwischenzeitlich bildete sie sich im Ausland fort und schloss das Studium 2013 mit dem Magister ab. Seit 2022 ist sie Mitglied des Estnischen Schriftstellerverbandes.
Ihre ersten Gedichte erschienen in den Zeitschriften Värske Rõhk und Vikerkaar, denen schon bald ihr Debüt folgte. Ihre Dichtung wurde mit dem Punk verglichen und gleichzeitig von angesehenen Kollegen sehr gelobt: So schrieb Hasso Krull: Dies ist eine Gedichtsammlung, „die einen durchschüttelt: Die Texte sind dicht, das Tempo hoch, sogar fieberhaft; verschiedene Sprachregister wechseln schnell einander ab, manchmal kaleidoskopisch; geeilt wird von einer hohen Stilebene zur niedrigen, von Erhabenheit zu Unterwürfigkeit, von Euphorie zu Lethargie, von affektierten Wiederholungen zu logischen Paradoxen.“

## Bibliografie
- Kes kardab Sveta Grigorjeva? ('Wer hat Angst vor S.G.?') Tartu: Värske Rõhk 2013. 90 S. (Värske raamat 14)
- American Beauty. Tallinn: Suur Rida 2018. 71 S.